# Nobiliella
Nobiliella is een geslacht van kreeftachtigen uit de klasse van de Malacostraca (hogere kreeftachtigen).

## Soorten
- Nobiliella cornigera (Nobili, 1906)
- Nobiliella jousseaumei (Nobili, 1906)